# الدوري الإسباني لكرة السلة موسم 2013–14
الدوري الإسباني لكرة السلة موسم 2013–14 كان الموسم رقم 31 أقيم في الفترة من 12 أكتوبر 2013 إلى 25 مايو 2014 بمشاركة 18 فريقا ولعبت خلاله 34 مباراة. فاز بالبطولة نادي برشلونة لكرة السلة بينما جاء ثانيا ريال مدريد بالونكيستو. كان أفضل لاعب في الموسم هو الأمريكي جوستين دولمان. كان أفضل لاعب في النهائيات هو الإسباني خوان كارلوس نافارو. كان أعلى حضور جماهيري فيه هو 14623 بينما كان معدل الحضور للمباراة الواحدة هو 6202.

## الموسم المنتظم

### ترتيب الدوري
1. ريال مدريد بالونكيستو
2. فالنسيا باسكت
3. نادي برشلونة لكرة السلة
4. بالونكيستو مالقا
5. سي بي غران كناريا
6. نادي إشبيلية لكرة السلة
7. ساسكي باسكونيا
8. باسكت سرقسطة 2002
9. جوفينتوت بادالونا
10. سان سباستيان غيبوثكوا بي سي
11. كانارياس لكرة السلة
12. أوبرادويرو لكرة السلة
13. سي بي مورسيا
14. بلباو باسكت
15. بالونكيستو فوينلابرادا
16. سي بي إستوديانتس
17. باسكت مانريسا
18. نادي بلد الوليد لكرة السلة

## الجوائز

### أفضل لاعب
- جوستين دولمان – فالنسيا باسكت[1]

### تشكيلة الموسم المثالية
| المركز | اللاعب          | الفريق                |
| ------ | --------------- | --------------------- |
| PG     | سيرجيو رودريغيز | ريال مدريد بالونكيستو |
| SG     | رودي فرنانديز   | ريال مدريد بالونكيستو |
| SF     | رومان ساتو      | فالنسيا باسكت         |
| PF     | نيكولا ميروتيتش | ريال مدريد بالونكيستو |
| C      | جوستين دولمان   | فالنسيا باسكت         |

### أفضل لاعب شاب
- جويليم فيفس – جوفينتوت بادالونا[2]